# کریس مورگان (قایقران)
کریس مورگان (انگلیسی: Chris Morgan؛ زادهٔ ۱۵ december ۱۹۸۲ (۴۲ سال)) ورزشکار روئینگ اهل استرالیا است.
وی در مسابقات کشوری و بین‌المللی در مجموع برندهٔ ۲ مدال طلا، ۱ مدال برنز شده‌است.